# غوان هانكنج

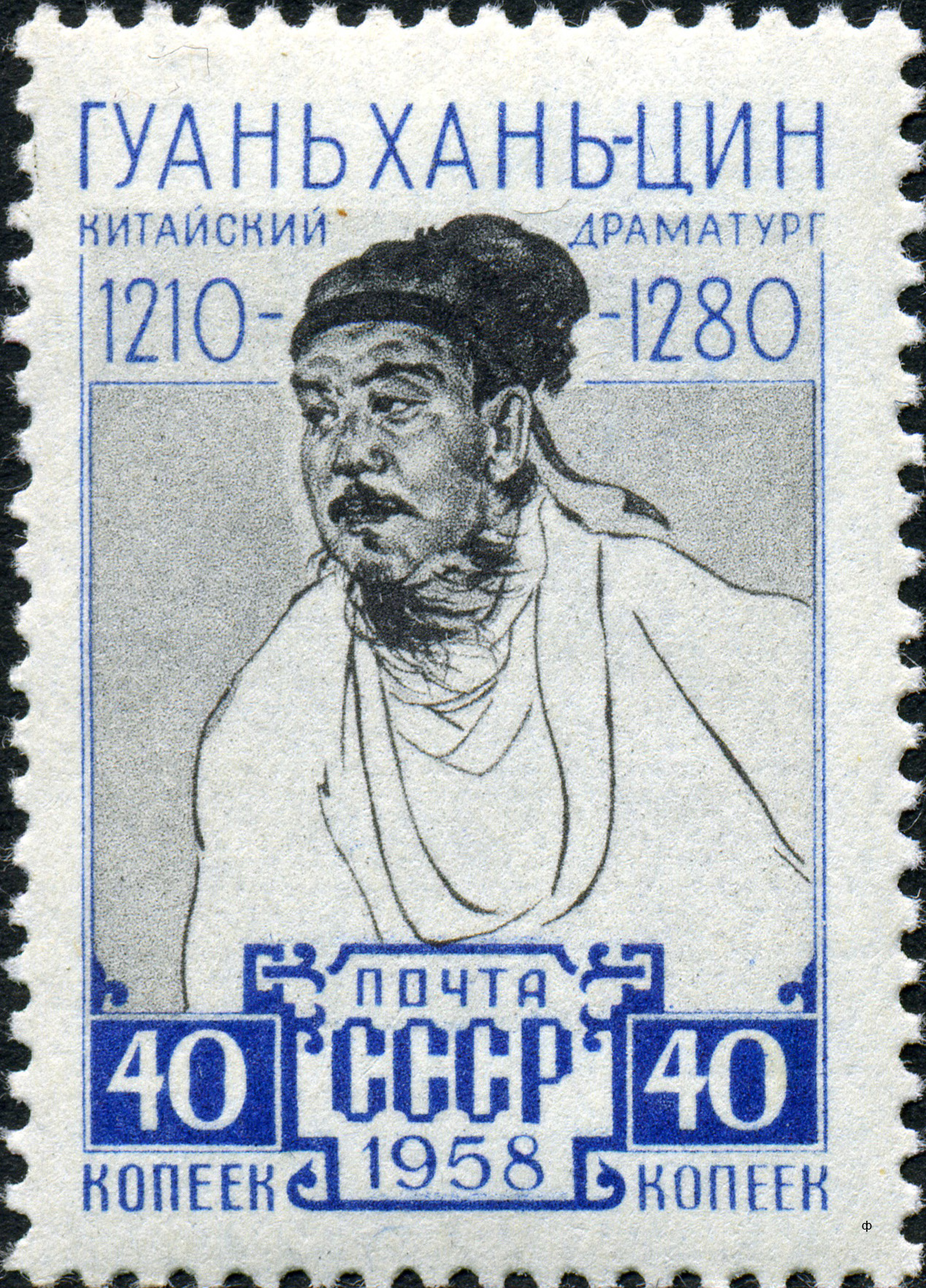
طابع بريد صدر في الاتحاد السوفيتي عام 1958 تظهر به صورة غوان هانكنج.

غوان هانكنج (بالإنجليزية: Guan Hanqing) ((بالصينية المبسطة: 关汉卿; بالصينية التقليدية: 關漢卿; البينيين: Guān Hànqīng; ويد–جيلز: Kuan Han-ch'ing)) (في الفترة من 1241 حتى 1320 م), الذي كان يحمل لقب «رجل الاستديو العجوز» (齋叟 Zhāisǒu)، هو كاتب مسرحي وشاعر صيني مشهور عاش في زمن مملكة يوان. وقد عُدَّ من بين أعظم كتاب الدراما وأكثرهم إنتاجية في عصر مملكة يوان.
قضى غوان جزءًا كبيرًا من أواخر حياته في مدينة دادو وكتب حوالي 65 مسرحية معظمها باللغة العامية آنذاك. وتوجد إلى الآن أربع عشرة مسرحية من أعماله، من ضمنها:
- داو إي المظلوم المعروفة أيضًا باسم جليد في منتصف الصيف (感天動地竇娥冤 Gǎn Tiān	Dòng Dì	Dòu	É Yuān)
- إنقاذ الغجرية المعروفة أيضًا باسم إنقاذ العاهرة والمعروفة أيضًا باسم وأنقذته المرأة اللعوب (趙盼兒風月救風塵 Zhào Pàn Ér Fēng Yuè Jiù Fēng Chén)
- لقاء بـ سيف واحد والمعروفة أيضًا باسم لقاء الأعداء وحيدًا والمعروفة أيضًا باسم اللورد غوان يذهب إلى الاحتفال (關大王獨赴單刀會 Guān Dà Wáng Dú Fù Dān	Dāo Huì)
- سرادق عبادة القمر (閨怨佳人拜月亭 Guī Yuàn Jiā Rén Bài Yuè Tíng)
- حلم الفراشة (包待制三勘蝴蝶夢 Bāo Dài Zhì Sān Kān Hú Dié Mèng)
- مختطف الزوجات (包待制智斬魯齋郎 Bāo Dài Zhì Zhì Zhǎn Lǔ Zhāi Láng)
- سرادق على ضفة النهر (望江亭中秋切膾旦 Wàng Jiāng Tíng Zhōng Qiū Qiē Kuài Dàn)
- مرآة المرأة الساقطة (溫太真玉鏡臺 Wēn Tài Zhēn Yù Jìng Tái)
- وفاة جنرال النمر المجنح (鄧夫人苦痛哭存孝 Dèng Fū Rén Kǔ Tòng Kū Cún Xiào)

## روابط خارجية
- غوان هانكنج على موقع الموسوعة البريطانية (الإنجليزية)

## كتابات أخرى
- 关汉卿杂剧选 Selected Plays of Guan Hanqing (Library of Chinese Classics) (2004). Beijing: Foreign Languages Press. ISBN 7-119-03395-6.